# Kastell Steincheshof
Das Kastell Steincheshof ist ein ehemaliges römisches Standlager am Niedergermanischen Limes zwischen den Nachbarkastellen Quadriburgium und Burginatium, bzw. zwischen den modernen Orten Kleve und Kalkar. Der seit anderthalb Jahrhunderten durch sein hohes Fundaufkommen bekannte Platz war immer als zivil und nicht als militärisch interpretiert worden. Erst in den Jahren 2009 und 2010 erbrachten moderne geophysikalische Untersuchungsmethoden am Steincheshof unweit der Sommerlandstraße den Nachweis, dass unter diesem Fundplatz ein weiteres römisches Militärlager des linken Niederrheins verborgen liegt. Der Niedergermanische Limes ist seit 2021 Teil des UNESCO-Weltkulturerbes.

## Lage

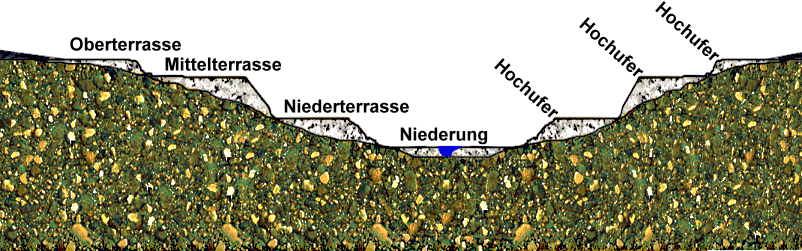
Flussterrassenbildung

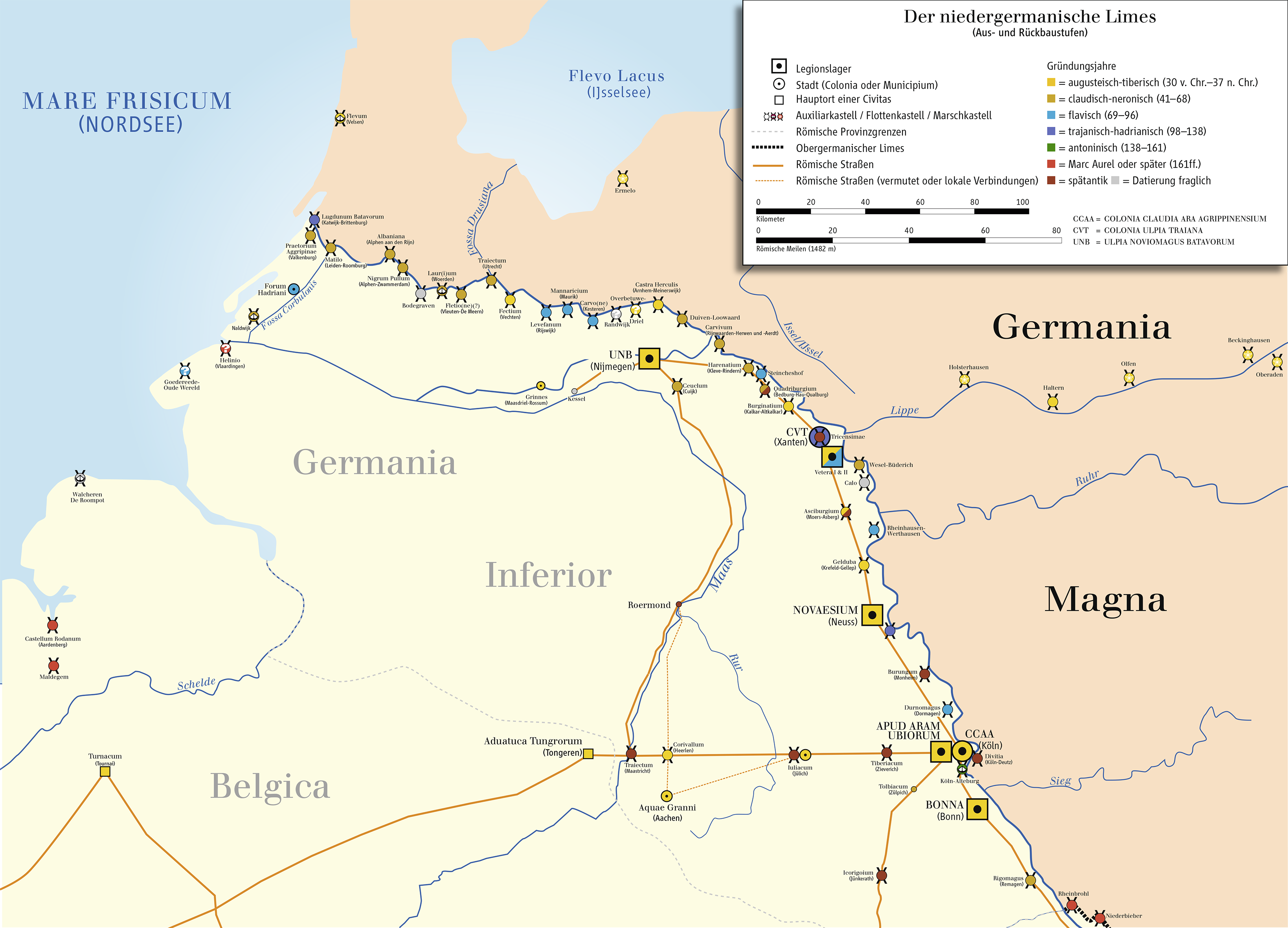
Niedergermanischer Limes

Topographisch befindet sich das heutige Bodendenkmal – wie für die römischen Garnisonen am Niederrhein insgesamt typisch – auf der den Rhein flankierenden so genannten Niederterrasse. Da die Terrassen immer hochwasserfrei waren, boten sie sich zu Siedlungszwecken geradezu an; alle römischen Militärlager zwischen Novaesium und Burginatium lagen auf der Terrassenkante. Unmittelbar östlich der Fundstelle fällt das Gelände auch heute noch jäh um zwei bis drei Meter zum Auenbereich hin ab. Ob sich dort zur römischen Zeit ein aktiver oder ein toter Rheinarm befand, wird derzeit im Rahmen eines Projektes des LVR-Amtes für Bodendenkmalpflege noch untersucht.
In römischer Zeit befand sich die Garnison am Steincheshof acht bis neun Kilometer nordnordwestlich von Burginatium sowie fünf Kilometer östlich von Quadriburgium und neun bis zehn Kilometer südsüdöstlich von Harenatium entfernt. Im modernen Siedlungsbild befindet sich der Fundplatz auf dem Gelände eines landwirtschaftlichen Anwesens, des Steincheshofs, unweit des Ortsteils Till-Moyland der Gemeinde Bedburg-Hau. Der unmittelbar südwestlich des Hofes vorbeiführende Feldweg folgt ungefähr dem Verlauf der antiken Via principalis.

## Forschungsgeschichte
Die als „Trümmerstelle“ bekannt gewordene römerzeitliche Fundstelle am Steincheshof wird bereits seit rund 150 Jahren erwähnt. Auch archäologische Ausgrabungen waren bereits im 19. Jahrhundert und dann erneut in den 1930er Jahren dort vorgenommen worden, jedoch blieben diese Aktivitäten in allen Fällen undokumentiert. In der wissenschaftlichen Diskussionen um den Fundplatz war dieser stets als zivile Siedlung oder Villa rustica, nicht jedoch als militärisch genutzter Ort angesprochen worden.
Um die Fundzone genauer eingrenzen zu können, führte die Außenstelle Xanten des LVR-Amts für Bodendenkmalpflege im Rheinland im Herbst 2008 und im Frühjahr 2009 eine Feldbegehung am Steincheshof durch. Dieser Begehung wurde ein Grundraster von fünf mal fünf Metern zugrunde gelegt und so die Dichte der Ziegelstreuung ermittelt. Außerdem konnte weiteres Fundgut aufgelesen werden. Dabei wurden frühere Beobachtungen einer dunkleren Schicht bestätigt, die eine sich flächig über den mutmaßlichen Kernbereich des Fundgebiets ausbreitet. Das bei dieser Begehung erfasste römerzeitliche Fundspektrum deckte ungefähr die Zeitspanne zwischen der neronisch-flavischen Epoche bis in das 2./3. Jahrhundert ab. Spätantikes Material fehlte vollständig. Erst ab etwa dem 7. Jahrhundert dokumentieren weitere Funde die fränkische Zeit. Anschließend erfolgte eine  Geomagnetische Prospektion, die im Rahmen von drei Kampagnen im Frühjahr und Herbst 2009 sowie im November 2010 durch Mitarbeiter und Studenten des Archäologischen Instituts der Universität Köln durchgeführt wurde. Insbesondere die durch das Magnetometer aufgenommenen Daten lieferten sehr gute Ergebnisse, die den Befund eines römischen Kastells eindeutig belegten, auch wenn sich die Praetentura, die hier den nördlichen Lagerbereich bildet, aufgrund der rezenten Bebauung durch den Steincheshofs nicht feststellen ließ. Von August 2010 bis Juni 2011 legten Mitarbeiter der  Außenstelle Xanten drei Sondierungsschnitte an, um die wichtigsten Fragen zu klären, die sich nach den geomagnetischen Untersuchungen ergeben hatten.
Für die kommenden Jahre sind weitere kleinere Ausgrabungen geplant, um neue Erkenntnisse über das Kastell Steincheshof zu gewinnen.

## Befunde und Interpretation
Das ältere, kleinere Kastell war vermutlich als Holz-Erde-Lager konstruiert. Mit seiner, durch die rezente Bebauung verdeckten Prätorialfront (Vorderfront) war es nach Nordnordwest, zur Flussterrassenkante hin ausgerichtet. Seine Breite betrug rund 125 Meter, die Längsausdehnung dürfte bei etwa 155 Meter bis 180 Meter gelegen haben, woraus sich eine um- und überbaute Fläche von 1,94 bis 2,25 Hektar ergab. Die Umwehrung bestand aus einem Erdwall und einem einfachen (Spitz-)Graben, die Gesamtbreite von Wall und Graben betrug etwa 15 Meter. An den abgerundeten Ecken waren keinerlei Turmbauten nachweisbar.
Die Umwehrung des jüngeren, größeren Kastells umfasste und bedeckte bei einer Längsausdehnung von etwa 195 Metern und einer Breite von circa 185 Meter eine Lagerfläche  von insgesamt rund 3,6 Hektar. Auch diese turmlose Wehranlage bestand aus einem Erdwall und einem einfachen (Spitz-)Graben von insgesamt rund 15 Meter Breite. An der Ostseite zeigte sich im Magnetogramm eine Torkonstruktion, die als Porta principalis dextra (rechtes Seitentor) angesprochen wird.
Während sich zwischen der größeren, äußeren und der kleineren, inneren Wehranlage keine Bebauungsspuren erkennen ließen, war die Innenfläche des kleineren Kastells von deutlichen Gebäudekonturen geprägt. Zumindest einige dieser Innenbauten waren in ziegelgedeckter Fachwerkbauweise ausgeführt. Beiderseits der im Magnetogramm ausgeprägt zu erkennenden, breiten, sich in nordsüdlicher Ausrichtung erstreckenden Via praetoria (Lagerhauptstraße in der Mittelachse des Kastells) befanden sich rechteckige Baustrukturen mit einer Größe von jeweils etwa 45 × 18 Meter, die als Mannschaftsbaracken angesprochen werden. Der Bereich der im Zentrum des Kastells anzunehmenden Principia (Stabsgebäude) ist von der modernen Hofbebauung überdeckt und war so durch das Magnetogramm nicht erfassbar. Im südöstlichen Kastellbereich waren die Konturen eines möglicherweise aus Ziegelsteinen errichteten Gebäudes ungeklärter Funktion zu erkennen, das die Umwehrung der jüngeren Bauphase überschneidet und somit als nachkastellzeitlich anzusehen ist. Von der Porta principalis dextra aus führte eine Ausfallstraße in südöstliche Richtung auf das Nachbarkastell Burginatium zu. Die sich zu beiden Seiten dieser Straße erstreckenden Konturen von vermutlichen Steingebäuden sind einer großflächigen Zivilsiedlung des Lagers, dem Vicus zuzuweisen, der mit der jüngeren Bauphase des Kastells korreliert.

## Fundmaterial und Datierung
Die im Laufe der anderthalb Jahrhunderte Forschungsgeschichte zusammengekommenen Münzreihe setzt sich aus einigen Denaren, die zwischen der republikanischen Zeit und der Regierungszeit Domitians geprägt worden waren, sowie einem Aureus des Nero zusammen. Das bei der Begehung 2008/2009 geborgene keramische Fundmaterial ließ sich von der neronisch-flavischen Zeit bis ins 3. Jahrhundert datieren. Unter dem Fundgut war auch ein Ziegelstempel mit dem Aufdruck V(?)IC was sich möglicherweise als Hinweis auf die Anwesenheit eines Bautrupps der Legio VI victrix (pia fidelis Domitiana) (dt.: „6. Legion mit dem Beinamen ‚Die Siegreiche‘, die dem Domitian treu ergebene“) hinweist. Im Gegensatz zu den Nachbarkastellen Quadriburgium und Burginatium liegen aus dem Kastell Steincheshof keinerlei spätantike Funde vor.

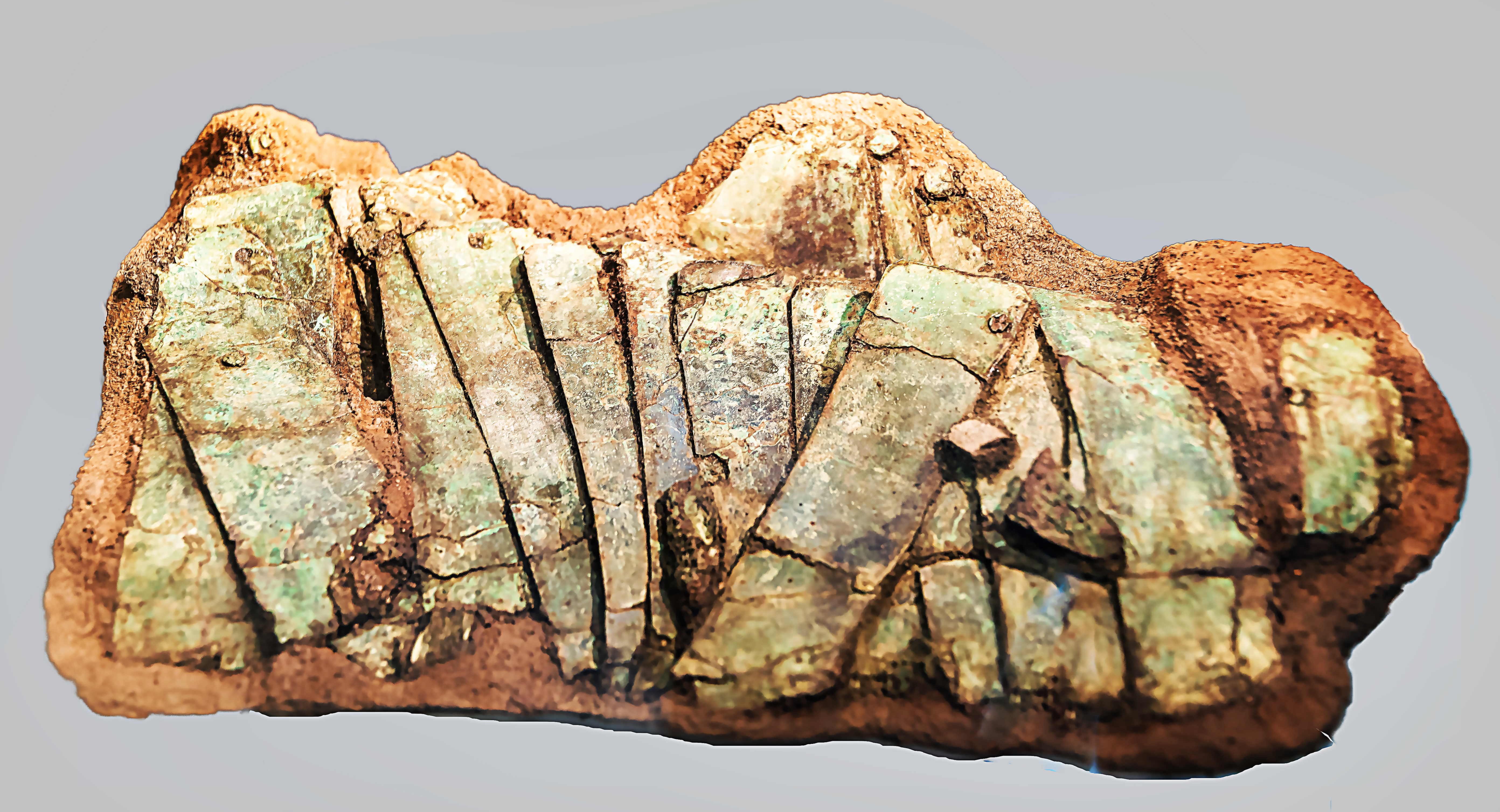
Manica, geborgenes Fragment eines Schienenarmschutzes aus dem Kastell Till-Steincheshof

Ein bedeutender und seltener Militariafund liegt mit einer bei den Grabungen 2010/2011 geborgenen Manica vor. Der aus Messing gefertigte Schienenarmschutz wurde im Bereich einer Mannschaftsbaracke in der Retentura, dem rückwärtigen Lagerteil, entdeckt und als Block geborgen. Die Schienen dieser einst röhrenförmigen Armpanzerung waren größtenteils noch im Verbund erhalten, jedoch durch die Lagerung im Boden längst zerbrochen. Einige kleinere Nietstellen an einer der Schienen dienten offensichtlich der Befestigung mit einem Lederstreifen. Des Weiteren fand sich eine Lochreihe, die quer zu allen Schienen eingestanzt ist. An ihr waren die Schienen wohl einst mittels Lederstreifen verbunden. Der Armpanzer wurde in einer Planierschicht geborgen, die durch Befunde der dritten von vier Bauphasen geschnitten wird. Durch die keramischen Beifunde kann die Manica in die Zeit vom letzten Drittel des ersten bis in das erste Drittel des zweiten Jahrhunderts datiert werden.

## Belegung
Der antike Name des Kastells Steincheshof ist durch keine schriftliche bzw. kartographische Quelle überliefert, ebenso wenig Name und Gattung der die Garnison belegenden Einheit(en). Aufgrund seiner Größe dürfte es einer Ala quingeniaria (einer rund 500 Mann starken Kavallerieeinheit) oder einer Cohors milliaria (1000 Mann starke Infanterieeinheit) als Standort gedient haben.

## Denkmalschutz
Das Kastell Steincheshof ist ein Bodendenkmal nach dem Gesetz zum Schutz und zur Pflege der Denkmäler im Lande Nordrhein-Westfalen (Denkmalschutzgesetz – DSchG). Nachforschungen und gezieltes Sammeln von Funden sind genehmigungspflichtig. Zufallsfunde sind an die Denkmalbehörden zu melden.